# Hinakaimauliawa
Pogledajte također „Hina (plemkinja)”.
Hinakaimauliʻawa (Hina-kai-mauli-ʻawa) bila je starohavajska plemkinja i princeza Koʻolaua, mjesta na otoku Oʻahuu. Bila je pripadnica dinastije koju je osnovao slavni poglavica Maweke s Tahitija te sestrična (u prvom koljenu) poglavarice Nuʻakee od Molokaʻija.
Roditelji Hinakaimauliʻawe su bili poglavica Kalehenui — sin Mawekea — i njegova supruga, plemkinja Kahinao (Kahinalo). Moguće je da je Hinakaimauliʻawa bila njihovo jedino dijete, a bila je nazvana po božici Mjeseca Hini. Hinakaimauliʻawin muž je bio Kahiwakapu (Ka-hiwa-ka-ʻapu), čiji su roditelji danas nepoznati te je jedino poznato dijete Hinakaimauliʻawe bila princeza Mualani, koja je majku naslijedila kao treći vladar — i druga vladarica — Koʻolaua. Hinakaimauliʻawa je bila predak poglavice Kaulaulaokalanija.